# László Tisza
László Tisza (Budapeste, Áustria-Hungria, 7 de julho de 1907 — Cambridge, Massachusetts, 15 de abril de 2009) foi um físico húngaro que imigrou para os Estados Unidos.
Foi professor emérito de física do Instituto de Tecnologia de Massachusetts. Foi colega dos físicos Edward Teller, Lev Landau e Fritz London. Iniciou a teoria de dois fluidos do hélio líquido.

## Estados Unidos
Em 1941 Tisza imigrou para os Estados Unidos integrando a faculdade do Instituto de Tecnologia de Massachusetts (MIT). Suas áreas de pesquisa incluiam a física teórica e a história da filosofia da ciência, especificamente sobre os fundamentos da termodinâmica e da mecânica quântica. Foi professor do MIT até 1973.

## Publicações
Tisza foi autor do livro Generalized Thermodynamics, publicado em 1966. A publicação de 1982 Physics as Natural Philosophy: Essays in Honor of László Tisza, escrito por seus colegas e ex-alunos, homenageia o aniversário de 75 anos de Tisza.

## Afiliações
Foi fellow da American Physical Society e da Academia de Artes e Ciências dos Estados Unidos, bolsista Guggenheim e professor visitante da Universidade de Paris.